# Mint at Riverfront

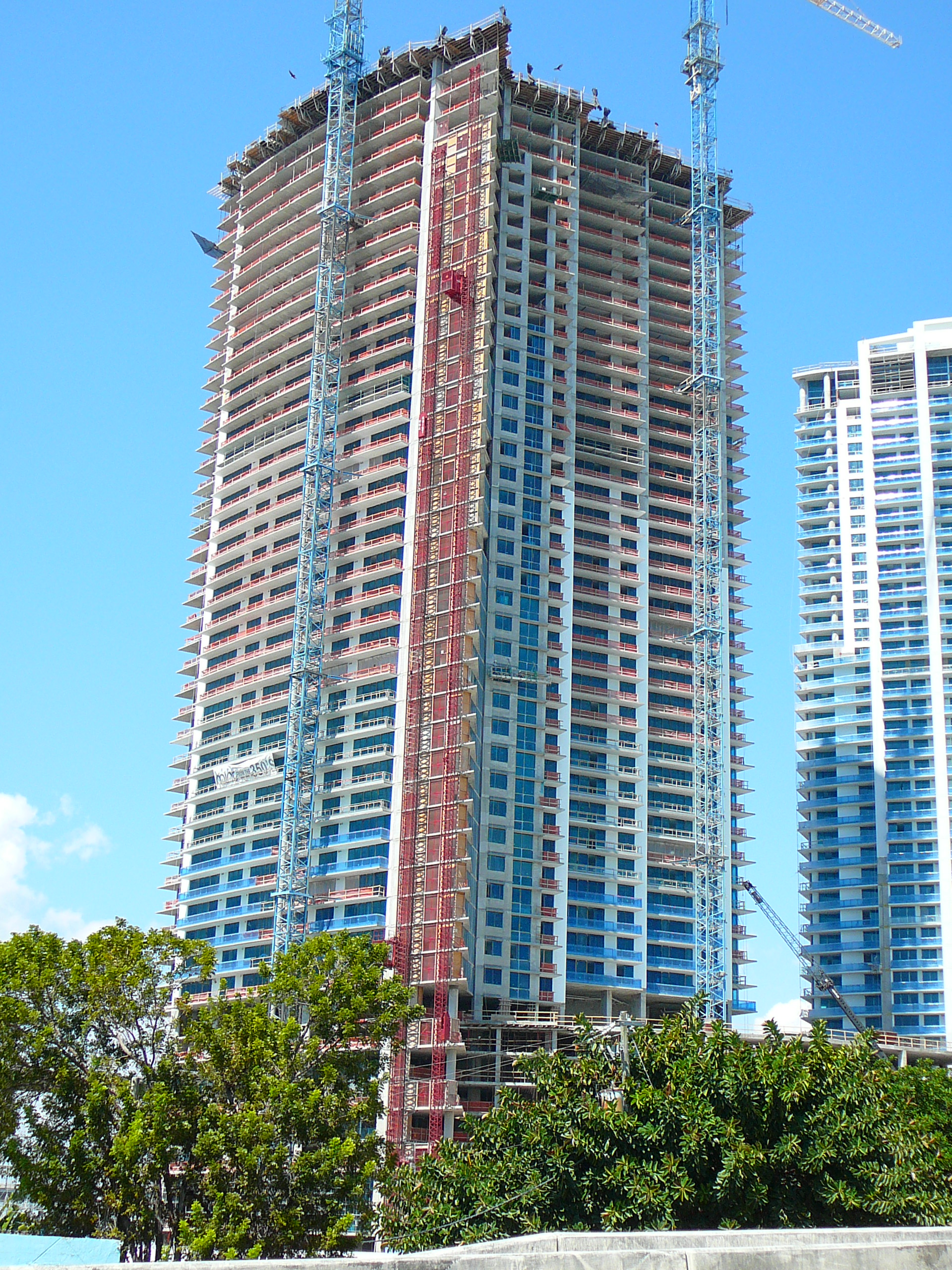
Mint at Riverfront während der Bauphase, 2008

Mint at Riverfront ist ein 192 Meter hoher Wolkenkratzer in Miami, Florida. Das 55 Stockwerke umfassende Gebäude ist das sechsthöchste der Stadt. Die Innenflächen werden fast ausschließlich für Wohnungen genutzt. Insgesamt verfügt der Turm über 511 Wohnapartments. Der Grundstein wurde im Jahr 2006 gelegt. Im Sommer 2009 war das Gebäude, welches vom Büro Revuelta Vega Leon geplant wurde, vollständig bezugsfertig. Das Tragwerk des Wolkenkratzers besteht vollständig aus Stahlbeton. Neben dem Gebäudekern, der eine Hauptstütze der Konstruktion ist, verlaufen an der Fassade mehrere von außen sichtbare Betonstützen. Die Fassade des Bauwerks wurde zwischen den Stützpfeilern vollständig mit Glas verkleidet. Von Innen ermöglicht dies einen ziemlich freien Blick nach draußen. Die Adresse lautet 92 South West 3rd Street, Miami, FL.